# Давыденко, Валерий Николаевич
Валерий Николаевич Давыденко (16 марта 1973, Носовка, Черниговская область — 23 мая 2020, Киев) — украинский предприниматель и политик. Народный депутат Украины VIII и IX созывов. Работал в должности заместителя Министра аграрной политики и продовольствия Украины (2013—2014).

## Биография
1995 — получил диплом о высшем образовании в Украинском университете пищевых технологий.
В 1989—1990 — разнорабочий на МТФ в КСП им. Энгельса;
1996—1998 — директор ЗАО «Агропрофит»;
1998—2000 — инженер-механик ООО «Украинский дом связи»;
2000—2004 — специалист по страхованию в САО «Саламандра-Восток» и ЗАО «Украинская страховая группа».
2004—2013 — генеральный директор ООО «„СП“ Агродом».
В 2007 вместе с партнёрами Юрием Колобовым и Борисом Приходько становится владельцем «Терра Банка».
20 мая 2013 — указом президента Украины Януковича назначен заместителем Министра аграрной политики и продовольствия Украины За время работы на этой должности он попал в коррупционный скандал, связанный с тем, что подчинённая министерству Государственная продовольственно-зерновая корпорация Украины получила от Китая 1,5 миллиарда долларов в обмен на поставку зерна в КНР, но не менее 200 000 000 долларов из них были выведены в офшоры.
12 марта 2014 распоряжением премьер-министра Яценюка уволен с должности заместителя Министра аграрной политики и продовольствия Украины.
С июня 2014 — советник дирекции по развитию перспективных программ ЗАО «Институт инновационного провайдинга Украинской академии аграрных наук».
Был фигурантом ряда других коррупционных скандалов.

## Смерть
Был застрелен в возрасте 47 лет. 23 мая 2020 года тело Давыденко было найдено с огнестрельным ранением в голову в туалете его приёмной на улице Большая Васильковская, 4А в Киеве. Тело обнаружила уборщица. Правоохранительные органы в начале расследования рассматривали версию о самоубийстве, убийство или инсценировку самоубийства. Впоследствии дело было переквалифицировано как умышленное убийство.
Рядом с телом нашли оружие марки Glock, вероятно, наградное. Последний раз Давыденко был на заседании Верховной Рады 20 мая, а днём 22-го мая он написал последний пост в Facebook на тему борьбы с коронавирусом.
Коллега Давыденко по группе «Доверие» в Верховной Раде Украины Сергей Шахов заявил, что отвергает версию о самоубийстве и считает, что Давыденко был убит .
Полиция открыла уголовное производство по ч. 1 ст. 115 УК.

## Политика
Победил на выборах в Верховную Раду 2014 в одномандатном округе № 208 (Бахмачский, Борзнянский, Куликовский, Менский, Талалаевский районы, часть Ичнянского района) от партии Всеукраинское аграрное объединение «Заступ».
Не голосовал за проект постановления о «Заявлении Верховной Рады Украины по поводу непризнания Украиной легитимности выборов в Государственную Думу Федерального Собрания РФ седьмого созыва».
В 2019 году избран в Верховную Раду 9 созыва как беспартийный самовыдвиженец по 208 округу (Черниговская область). С 6 декабря 2019 — член депутатской группы «Доверие», до того — внефракционный. Член Комитета по вопросам экономического развития.
Принадлежал к депутатской группе «Доверие», был членом комитета ВРУ по экономическому развитию, входил в группы межпарламентских связей с Чехией, Венгрией, Бразилией, ОАЭ, Аргентиной.

## Семья
Был женат, имел двух дочерей.